# スクアルチャルーピ写本
スクアルチャルーピ写本（スクアルチャルーピしゃほん、ラテン語：Squarcialupi Codex）は、15世紀のフィレンツェで編纂されたイタリアの豪華装飾写本の一つ。14世紀イタリアのトレチェント音楽の実相を伝える、最大の一次資料である。現在はフィレンツェのロレンツォ図書館の蔵書である。その他の中世イタリア音楽を代表する写本に、1350年から1370年までに編纂された「ロッシ写本」がある。
この写本は、おそらく1410年から1415年までを軸に、フィレンツェのサンタ・マリア・デリ・アンジェリ修道院で編纂された。確証があるわけではないものの、パオロ・ダ・フィレンツェが監修に参加した可能性があり、パオロの作品が含まれていないのが音楽学者の頭を悩ませてきた。
本書の最初のフォリオには、「サンタ・マリア・デル・フィオーレ大聖堂オルガニストのアントニオ・ディ・バルトロメオ・スクアルチャルーピによる蔵書」と記されており、本書の呼称はここに由来する。スクアルチャルーピの甥に相続されてから、ジュリアーノ・デ・メディチの所有するところとなった。16世紀にジュリアーノ・デ・メディチからパラティノ図書館に贈与された後、18世紀末にロレンツォ図書館に移管された。
挿絵には、金や赤・青・紫が使われている。本書に含まれている353曲は、すべて世俗歌曲である（バッラータ、マドリガーレ、カッチャ）。各曲は1340年代から1410年代半ばにかけて成立した。
216枚分の羊皮紙のフォリオが含まれ、豊かな装飾と、上質の保存状態により、万全の状態で楽曲が保存されている。収録曲は、フランチェスコ・ランディーニによる146曲のほか、バルトリーノ・ダ・パドヴァによる37曲、ニコロ・ダ・ペルージャによる36曲、アンドレーア・ダ・フィレンツェによる29曲、ヤコポ・ダ・ボローニャによる28曲、ロレンツォ・ダ・フィレンツェによる17曲、ゲラルデッロ・ダ・フィレンツェによる16曲、ドナート・ダ・カッシャによる15曲、ジョヴァンニ・ダ・カッシャによる12曲、ヴィンチェンツォ・ダ・リミニによる6曲などがある。16枚分の空白のフォリオがあり、そこに残された記入とパオロ・ダ・フィレンツェの肖像画からすると、パオロの作品を記入する予定であったことが察せられる。パオロは1409年までフィレンツェにいなかったことから、音楽学者は、本書の編集当時にパオロの作品が用意できなかったと推測している。